# Travis Williams (football américain)
(en) Statistiques sur pro-football-reference
Travis Williams, né le 14 janvier 1946 à El Dorado et mort le 17 février 1991 à Martinez, est un joueur américain de football américain.

## Biographie

### Enfance
Williams fait ses études à la Harry Ells High School de Richmond en Californie. Durant ces années lycéennes, il se fait remarquer par sa pointe de vitesse et rencontre Arie, se mariant avec elle en 1964.

### Carrière

#### Université
Il entre d'abord au Contra Costa College où il se met en avant notamment dans l'équipe d'athlétisme, réalisant un chronomètre de 9,3 secondes sur le 100 yards,. Transféré à l'université d'État de l'Arizona, il ne se concentre que sur le football américain et est le coureur titulaire de l'équipe lors de la saison 1966, sa dernière au niveau universitaire.

#### Professionnel
Travis Williams est sélectionné au quatrième tour de la draft 1967 de la NFL par les Packers de Green Bay au quatre-vingt-treizième choix. Lors de son année de rookie, il est troisième dans la hiérarchie des coureurs derrière Elijah Pitts et Donny Anderson mais il s'impose comme kick returner, marquant quatre touchdowns en 1967 sur des retours de coup d'envoi dont deux face aux Bears de Chicago dans le même match dans une saison où Green Bay remporte le Super Bowl II.
Williams établie un record de touchdowns marqués de cette façon en une saison du côté de la NFL et bat le record de la meilleure moyenne de yards sur un retour en une saison avec 41,1 yards. En 1969, il est titularisé comme coureur principal lors de cinq matchs avant d'être aligné en complément d'Anderson à six reprises et de dominer le classement des yards parcourus chez les Packers en 1970 alors qu'il officie surtout comme associé à Donny Anderson. En janvier 1971, Williams est échangé aux Rams de Saint-Louis avec un quatrième tour pour la draft 1971, utilisé pour Steve Worster, contre un choix de deuxième tour pour la draft de 1971, placé sur Virgil Robinson, et un autre de sixième tour pour la draft 1972, pris pour Bob Hudson. En quatre saisons avec la franchise du Wisconsin, il joue quarante-huit matchs.
Avec les Rams, il est utilisé comme kick returner et domine encore la ligue avec une moyenne de 29,7 yards par retour. Malgré cette bonne première saison, il est victime d'une grave blessure au genou, l'obligeant à prendre sa retraite sur ordre des médecins,. Il tente un retour en World Football League, signant avec les Sharks de Jacksonville en avril 1974, mais Williams quitte le camp d'entraînement deux mois plus tard et ne joue aucun match officiel avec cette équipe.
L'ancien joueur d'Arizona State se retrouve ruiné et mis à la rue en 1976 avec son épouse, sombrant tous les deux dans l'alcoolisme. Ses enfants sont placés dans la famille et Williams tente de survivre, faisant même plusieurs séjours en prison. Dépressif depuis les décès de sa femme, de sa mère et de sa sœur, il décède le 17 février 1991, à l'âge de quarante-cinq ans des suites d'une « longue maladie ». Travis Williams est introduit au temple de la renommée des Packers de Green Bay en 1997.